# Brousse (Creuse)
Brousse település Franciaországban, Creuse megyében. Lakosainak száma 31 fő (2022. január 1.). Brousse Châtelard, Le Compas, Lioux-les-Monges, Les Mars és Sermur községekkel határos.

## Népesség
A település népességének változása:
| Lakosok száma | 47   | 39   | 32   | 28   | 24   | 26   | 27   | 28   | 29   | 31   |
|               | 1968 | 1982 | 1990 | 2006 | 2013 | 2015 | 2017 | 2019 | 2020 | 2022 |